# Élection présidentielle colombienne de 2026
L'élection présidentielle colombienne de 2026 aura lieu le 31 mai 2026 et le second tour (si nécessaire) le 21 juin 2026 afin d'élire au scrutin direct le président et le vice-président de la république de Colombie.

## Contexte
L'élection présidentielle de 2022 donne lieu à une alternance avec la victoire du candidat de la coalition Pacte historique Gustavo Petro qui l'emporte avec 50,44 % des suffrages des électeurs face au candidat de la Ligue des gouvernants anti-corruption Rodolfo Hernández.
Le 7 juin 2025, le candidat conservateur déclaré Miguel Uribe est victime d'une tentative d'assassinat par plusieurs individus. L'attaque est qualifiée d'attentat par le ministre de la Défense Pedro Sanchez. Un suspect est arrêté et deux autres personnes sont blessées. Gravement blessé à la tête, Uribe meurt le 11 août suivant.

## Système électoral
Le président de la République est élu au scrutin uninominal majoritaire à deux tours pour un mandat de quatre ans non renouvelable,. Est élu le candidat ayant réuni la majorité absolue au premier tour ou, à défaut, celui ayant réuni le plus de voix au cours d'un second tour organisé entre les deux candidats arrivés en tête au premier.
La Colombie reconnait les votes blancs comme des votes valides, inclus dans le calcul des résultats. Le candidat victorieux au second tour peut par conséquent être déclaré élu avec un pourcentage des voix exprimées inférieur à 50 %. Par ailleurs, si le total de votes blancs atteint la majorité absolue des votes « valides », il est procédé à un nouveau scrutin auquel les précédents candidats ne peuvent se représenter. Cette disposition ne s'applique cependant pas deux fois de suite : lors de cette nouvelle élection, le candidat ayant recueilli le plus de voix au second tour est déclaré élu quelle que soit le pourcentage de votes blancs.
Peut se présenter à la présidence toute personne âgée d'au moins trente ans et détenant la nationalité colombienne de naissance. Chaque candidat à la présidence se présente avec un colistier, candidat au poste de vice-président. Depuis la réforme constitutionnelle de 2015, le candidat malheureux au second tour devient de droit membre du Sénat et son colistier devient membre de droit de la Chambre des représentants.

## Candidats

### Pacte Historique

#### Possible
Le pacte historique, la coalition politique qui a remporté la victoire à l’élection présidentielle de 2022, cherchera la victoire pour la deuxième fois même si aucun candidat n’a été confirmé. Parmi les candidats possibles figurent María José Pizarro, Daniel Quintero, Martha Peralta et Alfredo Saade, Pizarro étant le plus fort du groupe.

### Centre democratique

#### Déclarés
Après l'élection présidentielle de 2022, parmi les dirigeants les plus forts figurent María Fernanda Cabal, Paola Holguín, Paloma Valencia, Andrés Guerra et Miguel Uribe,,,,.

### Indépendant

#### Déclarés
Des candidats tels que Vicky Davila, Juan Daniel Oviedo, Eduardo Zapateiro et Santiago Botero mèneront des campagnes indépendantes sans le soutien d'aucun parti politique,,,.